# 1818

## Esdeveniments
Països Catalans
Resta del món
- 1 de gener: 
  - Publicació de Frankenstein de Mary Shelley.
  - Korigaum (Maharashtra, Índia): els britànics obtenen una victòria decisiva en la batalla de Koregaon que va posar fi a l'Imperi Maratha al guanyar la Guerra Pindari.
- 12 de febrer - Talca (Xile): es jura l'Acta d'Independència de Xile.
- 5 de març - Nàpols: estrena de Mosè in Egitto, òpera de Gioacchino Rossini, al Teatro San Carlo.
- Composició de la nadala Santa Nit.
- Descoberta l'aigua oxigenada.

## Naixements
Països Catalans
- 4 de maig - Vilafranca del Penedès: Manuel Milà i Fontanals, filòleg, erudit i escriptor català (m. 1884).[1]
- 20 de maig - Castellserà (Urgell): Magí Bonet i Bonfill, químic català (m. 1894).
- 5 de juny - Maó (Menorca): Joan Monjo i Pons, enginyer mecànic i pedagog català.
- 10 de juny - Londresː Clara Novello, soprano que es prodigà tant en l'òpera com en l'oratori i l'escenari de concerts (m. 1908).[2]
- 31 de juliol - Barcelona: Joaquim Rubió i Ors, escriptor català i president de l'Acadèmia de Bones Lletres de Barcelona, conegut també pel seu pseudònim lo Gayter del Llobregat.[3]
- 7 de setembre - Sabadell: Josep de Calassanç Duran i Mimó, industrial tèxtil i alcalde de Sabadell.
- 16 de desembre, Barcelona: Giovanna Rossi-Caccia, soprano catalana, inaugurà el Liceu.[4]

Resta del món
- 1 de gener - Aravaca (Madrid): Cayetano Rosell y López, bibliògraf, historiador, dramaturg, editor i traductor (m. 1883).
- 29 de gener - París: Hilaire Gabriel Bridet, meteoròleg i militar francès.[5]
- 14 de febrer - Maryland (EUA): Frederick Douglass, escriptor, editor i orador abolicionista estatunidenc (m. 1895).[6]
- 24 de febrer - Albacete (Espanya): Francisco Jareño y Alarcón, arquitecte espanyol (m. 1892).
- 27 de febrer - Madrid: Matilde Díez, actriu de teatre espanyola, una de les més destacades del segle xix (m. 1883).[7]
- 11 de març - Marsella (França): Marius Petipa, balarí i coreògraf francès, actiu a Rússia (m. 1910).
- 17 d'abril - Sant Petersburg (Rússia): Alexandre II, tsar de Rússia (1855-1881).
- 30 d'abril - Baena (Andalusia): José Amador de los Ríos y Serrano, historiador de l'art, crític literari i arqueòleg espanyol (m. 1878).
- 5 de maig - Trèveris: Karl Marx, filòsof, economista polític, sociòleg i revolucionari alemany (m. 1883).[8]
- 27 de maig, Homer, Nova York (EUA): Amelia Bloomer, periodista i sufragista estatunidenca (m. 1894)[9]
- 17 de juny - París: Charles Gounod, compositor francès (m. 1893).[10]
- 30 de juliol - Thornton, Yorkshire, Anglaterra: Emily Brontë, escriptora britànica.[11]
- 1 d'agost - Nantucket, Massachusetts: Maria Mitchell, astrònoma estatunidenca (m. 1889).[12]
- 8 d'agost - Sant Romieg de Provença (França): Josèp Romanilha, escriptor en occità (m. 1891).
- 13 de setembre - París, França: Gustave Aimard escriptor de novel·les d'aventures.
- 9 d'octubre - Viana (Navarra): Francisco Navarro Villoslada, novel·lista i assagista navarrès (m. 1895).
- 22 d'octubre - Saint-Paul (Illa de Reunió, França): Leconte de Lisle, escriptor francès (m. 1894).
- 23 d'octubre, Bärwalde: Maximiliane von Oriola, salonnière berlinesa del segle xix (m. 1894).[13]
- 9 de novembre - Oriol (Rússia): Ivan Turguénev, escriptor, novel·lista i dramaturg rus (m. 1883).
- 18 de novembre - París: Marie Guy-Stéphan, ballarina francesa.[14]

## Necrològiques
Països Catalans
- 9 d'abril - Alella, Maresme: Agustí Canelles i Carreres, astrònom i matemàtic català (n. 1765).

Resta del món
- 28 de febrer, París: Anne Vallayer-Coster, pintora francesa del moviment rococó (n. 1744).[15]
- 8 de març, Estocolm: Carles XIII de Suècia, rei de Suècia i Noruega.
- 15 de maig, Venècia: Maddalena Laura Lombardini Sirmen, compositora i violinista italiana.[16]
- 8 de juny, Berlín: Fanny von Arnstein, salonnière vienesa (n. 1758).[17]
- 12 d'agost, València: Josep Pons, compositor classicista gironí (n. 1770).
- 30 d'agost, Damasc (Imperi Otomà, actual Síria): Domènec Badia i Leblich, Alí Bey, espia, arabista i aventurer català (n. 1767).

Resta del món
- 1 de febrer - Crema (Itàlia): Giuseppe Gazzaniga, compositor italià d'òpera (n. 1743).
- 23 de març - París: Nicolas Isouard, compositor maltès, actiu a París (n. 1773).
- 28 d'octubre - Quincy, Massachusetts: Abigail Adams, també coneguda com a Abigail Smith Adams, primera segona dama (esposa del vicepresident) i la segona primera dama dels Estats Units (n. 1744).